# Basilique Sainte-Anne de Varennes
Cette  basilique n’est pas la seule basilique Sainte-Anne.
La basilique Sainte-Anne de Varennes est une basilique catholique située dans la ville canadienne de Varennes et la paroisse du même nom, sur la rive-sud de Montréal. Elle est nommée en l'honneur de sainte Anne, sainte patronne de la province de Québec et mère de la Vierge Marie.

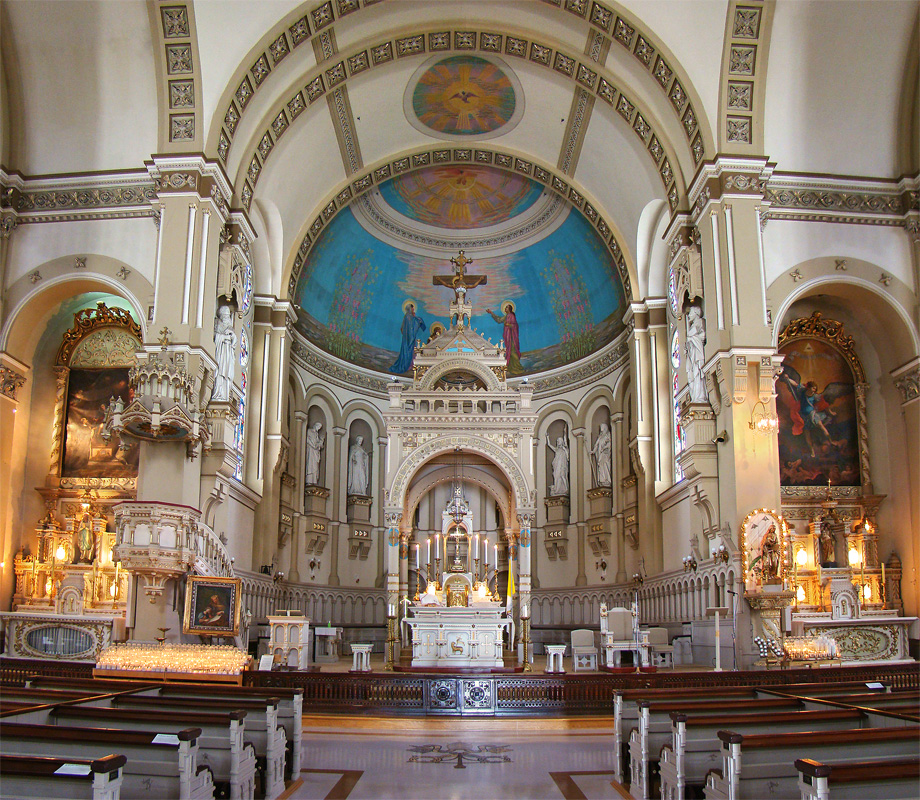
L'intérieur

Elle fut construite de 1884 à 1887 par les architectes Albert Mesnard et Henri-Maurice Perrault. L'église comporte plusieurs références à l'art roman et à l'art gothique. Des œuvres à l'intérieur ont été réalisées par Guido Nincheri, Félix Mesnard et Antoine Durenne.
L'édifice remplace une vieille église paroissiale érigée par Jean-Baptiste de La Croix de Chevrières de Saint-Vallier en 1692, un deuxième édifice construit en 1718 modelé sur l'ancienne église du Cap-de-la-Madeleine et une troisième église construite en 1780 sur le modèle de la paroisse de Sainte-Famille.
La basilique est un lieu à la dévotion de sainte Marguerite d'Youville. Deux chapelles, l'une dédiée à sainte Anne et l'autre à saint Joachim, sont situées proche de l'église. Elle possède en outre un orgue Casavant d'esthétique néo-classique agrandi en 2007 par Levesque-Roussin  et une statue à sainte Anne.
Elle reçut le titre basilical sous l'épiscopat de Bernard Hubert en 1994 par l'envoi d'un bref de Jean-Paul II.
Depuis le 8 décembre 2010, les restes de sainte Marguerite d'Youville reposent dans le tombeau du transept de la basilique.